# Escharina incognita
Escharina incognita är en mossdjursart som beskrevs av Powell 1967. Escharina incognita ingår i släktet Escharina och familjen Escharinidae. Inga underarter finns listade i Catalogue of Life.